# Трииодид рубидия
Трииодид рубидия — неорганическое соединение,
соль рубидия и трииодистоводородной кислоты кислоты
с формулой RbI3,
чёрные кристаллы,
растворяется в воде.

## Получение
- Реакция стехиометрических количеств иодистого рубидия и иода:

{\displaystyle {\mathsf {I_{2}+RbI\ {\xrightarrow {}}\ RbI_{3}}}}

## Физические свойства
Трииодид рубидия образует чёрные кристаллы.
Растворяется в воде.